# Cartagena (Chile)
Cartagena ist eine Stadt und Kommune in der Provinz San Antonio in der Región de Valparaíso in Chile. Bei der Volkszählung im Jahr 2017 hatte sie 22.738 Einwohner. Die Gemeinde erstreckt sich über eine Fläche von 245,9 km². Im Jahr 2018 betrug die Zahl der in Cartagena registrierten Unternehmen 261.

## Bevölkerung

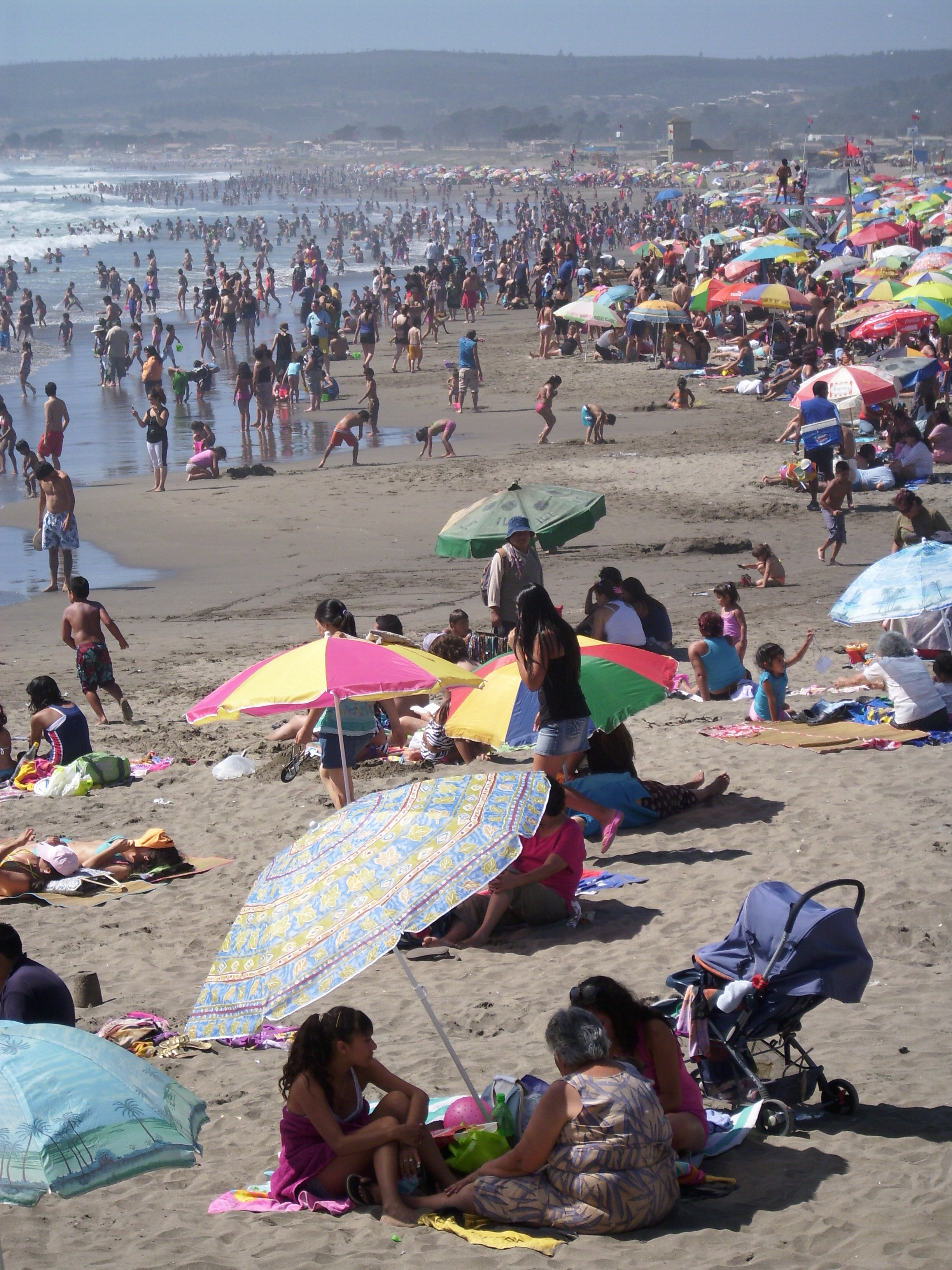
Playa Grande von Cartagena

Laut der Volkszählung des Nationalen Statistikinstituts von 2002 hatte Cartagena Cartagena 16.875 Einwohner. Davon lebten 15.302 (90,7 %) in städtischen Gebieten und 1573 (9,3 %) in ländlichen Gebieten. Damals waren es 8396 Männer und 8479 Frauen. Im Jahr 2017 zählte man 22.738 Personen.

## Kultur und Sehenswürdigkeiten

### Vicente Huidobro Museum
Das Vicente Huidobro Museum bietet Besuchern einen Rundgang durch das Leben und Werk des Schriftstellers, beginnend mit seiner Kindheit, seinem familiären Umfeld, seinen ersten literarischen Streifzügen nach Chile und anschließend seinem Leben in Frankreich und Spanien. Vicente Huidobro wurde nach seinem Wunsch auf dem Hügel hinter dem Museum mit Blick auf das Meer beigesetzt. Sein Grab wurde 1992 zum Nationaldenkmal erklärt und ist heute Teil der Cartagena-Museumstour.

### Villa Lucia, Museum für dekorative Kunst
Das Kunstgewerbemuseum Villa Lucia zeigt das Herrenhaus, in dem Adolfo Couve wohnte, mit verschiedenen Arten von Kunstwerken, der Werkstatt, in der Couve seine Kunst ausstellte, den Pool, Skulpturen und einen wunderschönen Aussichtspunkt vom Garten aus.

### Bahnhof Cartagena
Der Bahnhof Cartagena wurde 1994 zum Nationalen Historischen Denkmal erklärt, doch zwei Jahre später kam es auf dem Anwesen zu einem Brand, der schwere Schäden am Gebäude verursachte. Heute ist er restauriert.

### Kirche Unserer Lieben Frau Medianera del Sigh
Die Kirche befindet sich im Stadtzentrum vor dem Hauptplatz. Ursprünglich wurde die Kirche unter dem Namen „Heiliger Schutzengel“ gegründet und erst 1980 in den heutigen Namen geändert. Im Inneren befindet sich eine 1878 in Frankreich vom Hersteller Aristide Cavaillé-Coll gebaute Orgel.